# Tour de Romandie 2016
La 70e édition du Tour de Romandie a lieu du 26 avril au 1er mai 2016. C'est la quatorzième épreuve de l'UCI World Tour 2016.

## Présentation

### Parcours
La course comprend six étapes. La première est un prologue dans les rues de La Chaux-de-Fonds. Les cinq étapes qui suivent comprennent deux arrivées au sommet et un autre contre-la-montre individuel sur un parcours vallonné.

### Équipes
20 équipes participent à ce Tour de Romandie - les 18 WorldTeams et 2 équipes continentales professionnelles invitées :
| UCI WorldTeams   | UCI WorldTeams | UCI WorldTeams |
| Nom de l'équipe  | Pays           | Code           |
| ---------------- | -------------- | -------------- |
| AG2R La Mondiale | France         | ALM            |
| Astana           | Kazakhstan     | AST            |
| BMC Racing       | États-Unis     | BMC            |
| Cannondale       | États-Unis     | CPT            |
| Dimension Data   | Afrique du Sud | DDD            |
| Etixx-Quick Step | Belgique       | EQS            |
| FDJ              | France         | FDJ            |
| Giant-Alpecin    | Allemagne      | TGA            |
| IAM              | Suisse         | IAM            |
| Katusha          | Russie         | KAT            |
| Lampre-Merida    | Italie         | LAM            |
| Lotto-Soudal     | Belgique       | LTS            |
| Lotto NL-Jumbo   | Pays-Bas       | TLJ            |
| Movistar         | Espagne        | MOV            |
| Orica-GreenEDGE  | Australie      | OGE            |
| Sky              | Royaume-Uni    | SKY            |
| Tinkoff          | Russie         | TNK            |
| Trek-Segafredo   | États-Unis     | TFS            |

| Équipes continentales professionnelles | Équipes continentales professionnelles | Équipes continentales professionnelles |
| Nom de l'équipe                        | Pays                                   | Code                                   |
| -------------------------------------- | -------------------------------------- | -------------------------------------- |
| Roth                                   | Suisse                                 | ROT                                    |
| Wanty-Groupe Gobert                    | Belgique                               | WGG                                    |

### Favoris
Les favoris sont Christopher Froome, Simon Špilak, Nairo Quintana, Richie Porte, Ilnur Zakarin, Thibaut Pinot,  Tom Dumoulin, Tejay van Garderen, Geraint Thomas, Rui Costa.

## Étapes
| Étape     | Date    | Villes étapes                         | type                        | Distance (km) | Vainqueur d'étape  | Leader du classement général |
| --------- | ------- | ------------------------------------- | --------------------------- | ------------- | ------------------ | ---------------------------- |
| Prologue  | 26 avr. | La Chaux-de-Fonds – La Chaux-de-Fonds | prologue                    | 3,95          | Ion Izagirre       | Ion Izagirre                 |
| 1re étape | 27 avr. | Mathod – Moudon                       | étape vallonnée             | 100,5         | Marcel Kittel      | Ion Izagirre                 |
| 2e étape  | 28 avr. | Moudon – Morgins                      | étape de montagne           | 177           | Nairo Quintana     | Nairo Quintana               |
| 3e étape  | 29 avr. | Sion – Sion                           | contre-la-montre individuel | 15,11         | Thibaut Pinot      | Nairo Quintana               |
| 4e étape  | 30 avr. | Conthey – Villars-sur-Ollon           | étape de montagne           | 172,7         | Christopher Froome | Nairo Quintana               |
| 5e étape  | 1 mai   | Ollon – Genève                        | étape vallonnée             | 177,4         | Michael Albasini   | Nairo Quintana               |

## Déroulement de la course

### Prologue
| Classement Prologue | Classement Prologue | Classement Prologue | Classement Prologue | Classement Prologue |
|                     | Coureur             | Pays                | Équipe              | Temps               |
| ------------------- | ------------------- | ------------------- | ------------------- | ------------------- |
| 1er                 | Ion Izagirre        | Espagne             | Movistar            | en 5 min 33 s       |
| 2e                  | Tom Dumoulin        | Pays-Bas            | Giant-Alpecin       | + 6 s               |
| 3e                  | Michał Kwiatkowski  | Pologne             | Sky                 | + 7 s               |
| 4e                  | Geraint Thomas      | Royaume-Uni         | Sky                 | + 7 s               |
| 5e                  | Gorka Izagirre      | Espagne             | Movistar            | + 8 s               |
| 6e                  | Moreno Moser        | Italie              | Cannondale          | + 9 s               |
| 7e                  | Reto Hollenstein    | Suisse              | IAM                 | + 11 s              |
| 8e                  | Louis Vervaeke      | Belgique            | Lotto-Soudal        | + 11 s              |
| 9e                  | Tejay van Garderen  | États-Unis          | BMC Racing          | + 11 s              |
| 10e                 | Martijn Keizer      | Pays-Bas            | Lotto NL-Jumbo      | + 12 s              |
| modifier            |                     |                     |                     |                     |

| Classement général | Classement général | Classement général | Classement général | Classement général |
|                    | Coureur            | Pays               | Équipe             | Temps              |
| ------------------ | ------------------ | ------------------ | ------------------ | ------------------ |
| 1er                | Ion Izagirre       | Espagne            | Movistar           | en 5 min 33 s      |
| 2e                 | Tom Dumoulin       | Pays-Bas           | Giant-Alpecin      | + 6 s              |
| 3e                 | Michał Kwiatkowski | Pologne            | Sky                | + 7 s              |
| 4e                 | Geraint Thomas     | Royaume-Uni        | Sky                | + 7 s              |
| 5e                 | Gorka Izagirre     | Espagne            | Movistar           | + 8 s              |
| 6e                 | Moreno Moser       | Italie             | Cannondale         | + 9 s              |
| 7e                 | Reto Hollenstein   | Suisse             | IAM                | + 11 s             |
| 8e                 | Louis Vervaeke     | Belgique           | Lotto-Soudal       | + 11 s             |
| 9e                 | Tejay van Garderen | États-Unis         | BMC Racing         | + 11 s             |
| 10e                | Martijn Keizer     | Pays-Bas           | Lotto NL-Jumbo     | + 12 s             |
| modifier           |                    |                    |                    |                    |

### 1reétape
| Classement Etape 1 | Classement Etape 1   | Classement Etape 1 | Classement Etape 1  | Classement Etape 1 |
|                    | Coureur              | Pays               | Équipe              | Temps              |
| ------------------ | -------------------- | ------------------ | ------------------- | ------------------ |
| 1er                | Marcel Kittel        | Allemagne          | Etixx-Quick Step    | en 2 h 27 min 46 s |
| 2e                 | Niccolò Bonifazio    | Italie             | Trek-Segafredo      | m.t                |
| 3e                 | Michael Albasini     | Suisse             | Orica-GreenEDGE     | m.t                |
| 4e                 | Tosh Van der Sande   | Belgique           | Lotto-Soudal        | m.t                |
| 5e                 | Ramūnas Navardauskas | Lituanie           | Cannondale          | m.t                |
| 6e                 | Davide Cimolai       | Italie             | Lampre-Merida       | m.t                |
| 7e                 | Samuel Dumoulin      | France             | AG2R La Mondiale    | m.t                |
| 8e                 | Enrico Gasparotto    | Italie             | Wanty-Groupe Gobert | m.t                |
| 9e                 | Kristian Sbaragli    | Italie             | Dimension Data      | m.t                |
| 10e                | Ilnur Zakarin        | Russie             | Katusha             | m.t                |
| modifier           |                      |                    |                     |                    |

| Classement général | Classement général | Classement général | Classement général | Classement général |
|                    | Coureur            | Pays               | Équipe             | Temps              |
| ------------------ | ------------------ | ------------------ | ------------------ | ------------------ |
| 1er                | Ion Izagirre       | Espagne            | Movistar           | en 2 h 33 min 19 s |
| 2e                 | Tom Dumoulin       | Pays-Bas           | Giant-Alpecin      | + 6 s              |
| 3e                 | Geraint Thomas     | Royaume-Uni        | Sky                | + 7 s              |
| 4e                 | Gorka Izagirre     | Espagne            | Movistar           | + 8 s              |
| 5e                 | Moreno Moser       | Italie             | Cannondale         | + 9 s              |
| 6e                 | Reto Hollenstein   | Suisse             | IAM                | + 11 s             |
| 7e                 | Louis Vervaeke     | Belgique           | Lotto-Soudal       | + 11 s             |
| 8e                 | Tejay van Garderen | États-Unis         | BMC Racing         | + 11 s             |
| 9e                 | Martijn Keizer     | Pays-Bas           | Lotto NL-Jumbo     | + 12 s             |
| 10e                | Thibaut Pinot      | France             | FDJ                | + 12 s             |
| modifier           |                    |                    |                    |                    |

### 2eétape
| Classement Etape 2 | Classement Etape 2 | Classement Etape 2 | Classement Etape 2 | Classement Etape 2 |
|                    | Coureur            | Pays               | Équipe             | Temps              |
| ------------------ | ------------------ | ------------------ | ------------------ | ------------------ |
| 1er                | Nairo Quintana     | Colombie           | Movistar           | en 4 h 28 min 40 s |
| 2e                 | Ilnur Zakarin      | Russie             | Katusha            | m.t                |
| 3e                 | Rui Costa          | Portugal           | Lampre-Merida      | + 26 s             |
| 4e                 | Rigoberto Urán     | Colombie           | Cannondale         | + 26 s             |
| 5e                 | Thibaut Pinot      | France             | FDJ                | + 26 s             |
| 6e                 | Ion Izagirre       | Espagne            | Movistar           | + 26 s             |
| 7e                 | Rafał Majka        | Pologne            | Tinkoff            | + 26 s             |
| 8e                 | Mathias Frank      | Suisse             | IAM                | + 26 s             |
| 9e                 | Pierre Rolland     | France             | Cannondale         | + 26 s             |
| 10e                | Simon Špilak       | Slovénie           | Katusha            | + 26 s             |
| modifier           |                    |                    |                    |                    |

| Classement général | Classement général | Classement général | Classement général | Classement général |
|                    | Coureur            | Pays               | Équipe             | Temps              |
| ------------------ | ------------------ | ------------------ | ------------------ | ------------------ |
| 1er                | Nairo Quintana     | Colombie           | Movistar           | en 7 h 2 min 5 s   |
| 2e                 | Ilnur Zakarin      | Russie             | Katusha            | + 18 s             |
| 3e                 | Ion Izagirre       | Espagne            | Movistar           | + 20 s             |
| 4e                 | Thibaut Pinot      | France             | FDJ                | + 32 s             |
| 5e                 | Rui Costa          | Portugal           | Lampre-Merida      | + 36 s             |
| 6e                 | Mathias Frank      | Suisse             | IAM                | + 37 s             |
| 7e                 | Simon Špilak       | Slovénie           | Katusha            | + 42 s             |
| 8e                 | Pierre Rolland     | France             | Cannondale         | + 43 s             |
| 9e                 | Bauke Mollema      | Pays-Bas           | Trek-Segafredo     | + 44 s             |
| 10e                | Rigoberto Urán     | Colombie           | Cannondale         | + 46 s             |
| modifier           |                    |                    |                    |                    |

### 3eétape
Thibaut Pinot remporte le contre-la-montre et se rapproche ainsi de quelques secondes du maillot jaune.
| Classement Etape 3 | Classement Etape 3 | Classement Etape 3 | Classement Etape 3 | Classement Etape 3 |
|                    | Coureur            | Pays               | Équipe             | Temps              |
| ------------------ | ------------------ | ------------------ | ------------------ | ------------------ |
| 1er                | Thibaut Pinot      | France             | FDJ                | en 20 min 21 s     |
| 2e                 | Tom Dumoulin       | Pays-Bas           | Giant-Alpecin      | + 2 s              |
| 3e                 | Bob Jungels        | Luxembourg         | Etixx-Quick Step   | + 9 s              |
| 4e                 | Christopher Froome | Royaume-Uni        | Sky                | + 9 s              |
| 5e                 | Jérôme Coppel      | France             | IAM                | + 9 s              |
| 6e                 | Nairo Quintana     | Colombie           | Movistar           | + 9 s              |
| 7e                 | Ilnur Zakarin      | Russie             | Katusha            | + 17 s             |
| 8e                 | Ion Izagirre       | Espagne            | Movistar           | + 18 s             |
| 9e                 | Steve Morabito     | Suisse             | FDJ                | + 22 s             |
| 10e                | Manuele Boaro      | Italie             | Tinkoff            | + 25 s             |
| modifier           |                    |                    |                    |                    |

| Classement général | Classement général | Classement général | Classement général | Classement général |
|                    | Coureur            | Pays               | Équipe             | Temps              |
| ------------------ | ------------------ | ------------------ | ------------------ | ------------------ |
| 1er                | Nairo Quintana     | Colombie           | Movistar           | en 7 h 22 min 35 s |
| 2e                 | Thibaut Pinot      | France             | FDJ                | + 23 s             |
| 3e                 | Ilnur Zakarin      | Russie             | Katusha            | + 26 s             |
| 4e                 | Ion Izagirre       | Espagne            | Movistar           | + 29 s             |
| 5e                 | Tom Dumoulin       | Pays-Bas           | Giant-Alpecin      | + 50 s             |
| 6e                 | Mathias Frank      | Suisse             | IAM                | + 1 min 6 s        |
| 7e                 | Simon Špilak       | Slovénie           | Katusha            | + 1 min 11 s       |
| 8e                 | Rui Costa          | Portugal           | Lampre-Merida      | + 1 min 12 s       |
| 9e                 | Tejay van Garderen | États-Unis         | BMC Racing         | + 1 min 22 s       |
| 10e                | Rafał Majka        | Pologne            | Tinkoff            | + 1 min 23 s       |
| modifier           |                    |                    |                    |                    |

### 4eétape
| Classement Etape 4 | Classement Etape 4 | Classement Etape 4 | Classement Etape 4 | Classement Etape 4 |
|                    | Coureur            | Pays               | Équipe             | Temps              |
| ------------------ | ------------------ | ------------------ | ------------------ | ------------------ |
| 1er                | Christopher Froome | Royaume-Uni        | Sky                | en 4 h 44 min 24 s |
| 2e                 | Ion Izagirre       | Espagne            | Movistar           | + 4 s              |
| 3e                 | Thibaut Pinot      | France             | FDJ                | + 4 s              |
| 4e                 | Ilnur Zakarin      | Russie             | Katusha            | + 4 s              |
| 5e                 | Nairo Quintana     | Colombie           | Movistar           | + 4 s              |
| 6e                 | Bauke Mollema      | Pays-Bas           | Trek-Segafredo     | + 4 s              |
| 7e                 | Rui Costa          | Portugal           | Lampre-Merida      | + 4 s              |
| 8e                 | Rigoberto Urán     | Colombie           | Cannondale         | + 4 s              |
| 9e                 | Tejay van Garderen | États-Unis         | BMC Racing         | + 9 s              |
| 10e                | Simon Špilak       | Slovénie           | Katusha            | + 9 s              |
| modifier           |                    |                    |                    |                    |

| Classement général | Classement général | Classement général | Classement général | Classement général |
|                    | Coureur            | Pays               | Équipe             | Temps              |
| ------------------ | ------------------ | ------------------ | ------------------ | ------------------ |
| 1er                | Nairo Quintana     | Colombie           | Movistar           | en 12 h 7 min 3 s  |
| 2e                 | Thibaut Pinot      | France             | FDJ                | + 19 s             |
| 3e                 | Ion Izagirre       | Espagne            | Movistar           | + 23 s             |
| 4e                 | Ilnur Zakarin      | Russie             | Katusha            | + 26 s             |
| 5e                 | Tom Dumoulin       | Pays-Bas           | Giant-Alpecin      | + 57 s             |
| 6e                 | Rui Costa          | Portugal           | Lampre-Merida      | + 1 min 12 s       |
| 7e                 | Simon Špilak       | Slovénie           | Katusha            | + 1 min 16 s       |
| 8e                 | Mathias Frank      | Suisse             | IAM                | + 1 min 16 s       |
| 9e                 | Bauke Mollema      | Pays-Bas           | Trek-Segafredo     | + 1 min 24 s       |
| 10e                | Tejay van Garderen | États-Unis         | BMC Racing         | + 1 min 27 s       |
| modifier           |                    |                    |                    |                    |

### 5eétape
| Classement Etape 5 | Classement Etape 5 | Classement Etape 5 | Classement Etape 5 | Classement Etape 5 |
|                    | Coureur            | Pays               | Équipe             | Temps              |
| ------------------ | ------------------ | ------------------ | ------------------ | ------------------ |
| 1er                | Michael Albasini   | Suisse             | Orica-GreenEDGE    | en 4 h 13 min 17 s |
| 2e                 | Andrey Amador      | Costa Rica         | Movistar           | m.t                |
| 3e                 | Wilco Kelderman    | Pays-Bas           | Lotto NL-Jumbo     | m.t                |
| 4e                 | Niccolò Bonifazio  | Italie             | Trek-Segafredo     | m.t                |
| 5e                 | Moreno Hofland     | Pays-Bas           | Lotto NL-Jumbo     | m.t                |
| 6e                 | Kristian Sbaragli  | Italie             | Dimension Data     | m.t                |
| 7e                 | Daryl Impey        | Afrique du Sud     | Orica-GreenEDGE    | m.t                |
| 8e                 | Tom Bohli          | Suisse             | BMC Racing         | m.t                |
| 9e                 | Carlos Verona      | Espagne            | Etixx-Quick Step   | m.t                |
| 10e                | Jarlinson Pantano  | Colombie           | IAM                | m.t                |
| modifier           |                    |                    |                    |                    |

| Classement général | Classement général | Classement général | Classement général | Classement général  |
|                    | Coureur            | Pays               | Équipe             | Temps               |
| ------------------ | ------------------ | ------------------ | ------------------ | ------------------- |
| 1er                | Nairo Quintana     | Colombie           | Movistar           | en 16 h 20 min 20 s |
| 2e                 | Thibaut Pinot      | France             | FDJ                | + 19 s              |
| 3e                 | Ion Izagirre       | Espagne            | Movistar           | + 23 s              |
| 4e                 | Ilnur Zakarin      | Russie             | Katusha            | + 26 s              |
| 5e                 | Tom Dumoulin       | Pays-Bas           | Giant-Alpecin      | + 57 s              |
| 6e                 | Rui Costa          | Portugal           | Lampre-Merida      | + 1 min 12 s        |
| 7e                 | Simon Špilak       | Slovénie           | Katusha            | + 1 min 16 s        |
| 8e                 | Mathias Frank      | Suisse             | IAM                | + 1 min 16 s        |
| 9e                 | Bauke Mollema      | Pays-Bas           | Trek-Segafredo     | + 1 min 24 s        |
| 10e                | Tejay van Garderen | États-Unis         | BMC Racing         | + 1 min 27 s        |
| modifier           |                    |                    |                    |                     |

## Classements

### Classement final
| Classement général | Classement général | Classement général | Classement général | Classement général  |
|                    | Coureur            | Pays               | Équipe             | Temps               |
| ------------------ | ------------------ | ------------------ | ------------------ | ------------------- |
| 1er                | Nairo Quintana     | Colombie           | Movistar           | en 16 h 20 min 20 s |
| 2e                 | Thibaut Pinot      | France             | FDJ                | + 19 s              |
| 3e                 | Ion Izagirre       | Espagne            | Movistar           | + 23 s              |
| 4e                 | Ilnur Zakarin      | Russie             | Katusha            | + 26 s              |
| 5e                 | Tom Dumoulin       | Pays-Bas           | Giant-Alpecin      | + 57 s              |
| 6e                 | Rui Costa          | Portugal           | Lampre-Merida      | + 1 min 12 s        |
| 7e                 | Simon Špilak       | Slovénie           | Katusha            | + 1 min 16 s        |
| 8e                 | Mathias Frank      | Suisse             | IAM                | + 1 min 16 s        |
| 9e                 | Bauke Mollema      | Pays-Bas           | Trek-Segafredo     | + 1 min 24 s        |
| 10e                | Tejay van Garderen | États-Unis         | BMC Racing         | + 1 min 27 s        |
| modifier           |                    |                    |                    |                     |

### Classements annexes
| Classement de la montagne | Classement de la montagne | Classement de la montagne | Classement de la montagne | Classement de la montagne |
| ------------------------- | ------------------------- | ------------------------- | ------------------------- | ------------------------- |
|                           | Coureur                   | Pays                      | Équipe                    | Point(s)                  |
| 1er                       | Sander Armée              | Belgique                  | Lotto-Soudal              | 42 points                 |
| 2e                        | Nairo Quintana            | Colombie                  | Movistar                  | 34 pts                    |
| 3e                        | Christopher Froome        | Royaume-Uni               | Sky                       | 28 pts                    |
| modifier                  |                           |                           |                           |                           |

| Classement des sprints | Classement des sprints | Classement des sprints | Classement des sprints | Classement des sprints |
| ---------------------- | ---------------------- | ---------------------- | ---------------------- | ---------------------- |
|                        | Coureur                | Pays                   | Équipe                 | Point(s)               |
| 1er                    | Michael Albasini       | Suisse                 | Orica-GreenEDGE        | 91 points              |
| 2e                     | Ion Izagirre           | Espagne                | Movistar               | 81 pts                 |
| 3e                     | Thibaut Pinot          | France                 | FDJ                    | 75 pts                 |
| modifier               |                        |                        |                        |                        |

| Classement du meilleur jeune | Classement du meilleur jeune | Classement du meilleur jeune | Classement du meilleur jeune | Classement du meilleur jeune |
|                              | Coureur                      | Pays                         | Équipe                       | Temps                        |
| ---------------------------- | ---------------------------- | ---------------------------- | ---------------------------- | ---------------------------- |
| 1er                          | Pierre Latour                | France                       | AG2R La Mondiale             | en 16 h 22 min 44 s          |
| 2e                           | Damien Howson                | Australie                    | Orica-GreenEDGE              | + 1 min 57 s                 |
| 3e                           | Merhawi Kudus                | Érythrée                     | Dimension Data               | + 2 min 49 s                 |
| modifier                     |                              |                              |                              |                              |

| Classement par équipes | Classement par équipes | Classement par équipes | Classement par équipes |
|                        | Équipe                 | Pays                   | Temps                  |
| ---------------------- | ---------------------- | ---------------------- | ---------------------- |
| 1re                    | Movistar               | Espagne                | en 49 h 6 min 36 s     |
| 2e                     | Katusha                | Russie                 | + 1 min 24 s           |
| 3e                     | Cannondale             | États-Unis             | + 10 min 49 s          |
| modifier               |                        |                        |                        |

### UCI World Tour
Ce Tour de Romandie attribue des points pour l'UCI World Tour 2016, par équipes uniquement aux équipes ayant un label WorldTeam, individuellement uniquement aux coureurs des équipes ayant un label WorldTeam.
| Position           | 1er | 2e | 3e | 4e | 5e | 6e | 7e | 8e | 9e | 10e |
| Classement général | 100 | 80 | 70 | 60 | 50 | 40 | 30 | 20 | 10 | 4   |
| Par étape          | 6   | 4  | 2  | 1  | 1  |    |    |    |    |     |

| Rang | Coureur              | Équipe           | Points |
| ---- | -------------------- | ---------------- | ------ |
| 1    | Nairo Quintana       | Movistar         | 107    |
| 2    | Thibaut Pinot        | FDJ              | 89     |
| 3    | Ion Izagirre         | Movistar         | 80     |
| 4    | Ilnur Zakarin        | Katusha          | 65     |
| 5    | Tom Dumoulin         | Giant-Alpecin    | 58     |
| 6    | Rui Costa            | Lampre-Merida    | 42     |
| 7    | Simon Špilak         | Katusha          | 30     |
| 8    | Mathias Frank        | IAM              | 20     |
| 9    | Bauke Mollema        | Trek-Segafredo   | 10     |
| 10   | Michael Albasini     | Orica-GreenEDGE  | 8      |
| 11   | Christopher Froome   | Sky              | 7      |
| 12   | Marcel Kittel        | Etixx-Quick Step | 6      |
| 13   | Niccolò Bonifazio    | Trek-Segafredo   | 4      |
| 13   | Tejay van Garderen   | BMC Racing       | 4      |
| 13   | Andrey Amador        | Movistar         | 4      |
| 16   | Michał Kwiatkowski   | Sky              | 2      |
| 16   | Bob Jungels          | Etixx-Quick Step | 2      |
| 16   | Wilco Kelderman      | Lotto NL-Jumbo   | 2      |
| 19   | Geraint Thomas       | Sky              | 1      |
| 19   | Gorka Izagirre       | Movistar         | 1      |
| 19   | Tosh Van der Sande   | Lotto-Soudal     | 1      |
| 19   | Ramūnas Navardauskas | Cannondale       | 1      |
| 19   | Rigoberto Urán       | Cannondale       | 1      |
| 19   | Jérôme Coppel        | IAM              | 1      |
| 19   | Niccolò Bonifazio    | Trek-Segafredo   | 1      |
| 19   | Moreno Hofland       | Lotto NL-Jumbo   | 1      |

#### Classement individuel
Ci-dessous, le classement individuel de l'UCI World Tour à l'issue de la course.
| Rang | Coureur           | Équipe         | Points |
| ---- | ----------------- | -------------- | ------ |
| 1    | Peter Sagan       | Tinkoff        | 329    |
| 2    | Nairo Quintana    | Movistar       | 285    |
| 3    | Alberto Contador  | Tinkoff        | 280    |
| 4    | Richie Porte      | BMC Racing     | 222    |
| 5    | Ilnur Zakarin     | Katusha        | 211    |
| 6    | Sergio Henao      | Sky            | 204    |
| 7    | Sep Vanmarcke     | Lotto NL-Jumbo | 201    |
| 8    | Thibaut Pinot     | FDJ            | 200    |
| 9    | Fabian Cancellara | Trek-Segafredo | 166    |
| 10   | Greg Van Avermaet | BMC Racing     | 162    |

#### Classement par pays
Ci-dessous, le classement par pays de l'UCI World Tour à l'issue de la course.
| Rang | Pays        | Points |
| ---- | ----------- | ------ |
| 1    | Espagne     | 693    |
| 2    | Australie   | 579    |
| 3    | Belgique    | 557    |
| 4    | Colombie    | 524    |
| 5    | France      | 519    |
| 6    | Royaume-Uni | 398    |
| 7    | Suisse      | 359    |
| 7    | Slovaquie   | 329    |
| 9    | Pays-Bas    | 301    |
| 10   | Russie      | 270    |

#### Classement par équipes
Ci-dessous, le classement par équipes de l'UCI World Tour à l'issue de la course.
| Rang | Équipe           | Points |
| ---- | ---------------- | ------ |
| 1    | Tinkoff          | 771    |
| 2    | Sky              | 680    |
| 3    | Movistar         | 577    |
| 4    | BMC Racing       | 576    |
| 5    | Katusha          | 488    |
| 6    | Etixx-Quick Step | 417    |
| 7    | FDJ              | 412    |
| 8    | Orica-GreenEDGE  | 398    |
| 9    | Trek-Segafredo   | 239    |
| 10   | Lotto NL-Jumbo   | 216    |

## Évolution des classements
| Étape              | Vainqueur          | Classement général | Classement de la montagne | Classement des sprints | Classement du meilleur jeune | Classement par équipes |
| ------------------ | ------------------ | ------------------ | ------------------------- | ---------------------- | ---------------------------- | ---------------------- |
| P                  | Ion Izagirre       | Ion Izagirre       | Louis Vervaeke            | Ion Izagirre           | Louis Vervaeke               | Movistar               |
| 1                  | Marcel Kittel      | Ion Izagirre       | Sander Armée              | Marcel Kittel          | Louis Vervaeke               | Movistar               |
| 2                  | Nairo Quintana     | Nairo Quintana     | Nairo Quintana            | Marcel Kittel          | Davide Formolo               | Cannondale             |
| 3                  | Thibaut Pinot      | Nairo Quintana     | Nairo Quintana            | Ion Izagirre           | Damien Howson                | Movistar               |
| 4                  | Christopher Froome | Nairo Quintana     | Nairo Quintana            | Ion Izagirre           | Pierre Latour                | Movistar               |
| 5                  | Michael Albasini   | Nairo Quintana     | Sander Armée              | Michael Albasini       | Pierre Latour                | Movistar               |
| Classements finals | Classements finals | Nairo Quintana     | Sander Armée              | Michael Albasini       | Pierre Latour                | Movistar               |

## Liste des participants
- Liste de départ complète

| Légende                          | Légende                                                                                                  | Légende                                | Légende                                                                                                  |
| -------------------------------- | --- | -------------------------------------- | --- |
| Num                              | Dossard de départ porté par le coureur sur ce Tour de Romandie                                           | Pos                                    | Position finale au classement général                                                                    |
| Leader du classement général     | Indique le vainqueur du classement général                                                               | Leader du classement de la montagne    | Indique le vainqueur du classement de la montagne                                                        |
| Leader du classement des sprints | Indique le vainqueur du classement des sprints                                                           | Leader du classement du meilleur jeune | Indique le vainqueur du classement du meilleur jeune                                                     |
|                                  | Indique un maillot de champion national ou mondial, suivi de sa spécialité                               | #                                      | Indique la meilleure équipe                                                                              |
| NP                               | Indique un coureur qui n'a pas pris le départ d'une étape, suivi du numéro de l'étape où il s'est retiré | AB                                     | Indique un coureur qui n'a pas terminé une étape, suivi du numéro de l'étape où il s'est retiré          |
| HD                               | Indique un coureur qui a terminé une étape hors des délais, suivi du numéro de l'étape                   | *                                      | Indique un coureur en lice pour le classement du meilleur jeune (coureurs nés après le 1er janvier 1991) |

| Katusha KAT | Katusha KAT             | Katusha KAT |
| ----------- | ----------------------- | ----------- |
| Num         | Coureur                 | Pos         |
| 1           | Simon Špilak (SLO)      | 7e          |
| 2           | Maxim Belkov (RUS)      | 75e         |
| 3           | Pavel Kochetkov (RUS)   | 25e         |
| 4           | Sergueï Lagoutine (RUS) | 95e         |
| 5           | Egor Silin (RUS)        | 63e         |
| 6           | Rein Taaramäe (EST)     | 22e         |
| 7           | Anton Vorobyev (RUS)    | 85e         |
| 8           | Ilnur Zakarin (RUS)     | 4e          |

| Tinkoff TNK | Tinkoff TNK                    | Tinkoff TNK |
| ----------- | ------------------------------ | ----------- |
| Num         | Coureur                        | Pos         |
| 11          | Rafał Majka (POL)              | NP-5        |
| 12          | Adam Blythe (GBR)              | AB-2        |
| 13          | Manuele Boaro (ITA)            | AB-5        |
| 14          | Jesús Hernández Blázquez (ESP) | AB-5        |
| 15          | Robert Kišerlovski (CRO)       | AB-4        |
| 16          | Paweł Poljański (POL)          | 20e         |
| 17          | Ivan Rovny (RUS)               | NP-5        |
| 18          | Yury Trofimov (RUS)            | 28e         |

| Sky SKY | Sky SKY                  | Sky SKY |
| ------- | ------------------------ | ------- |
| Num     | Coureur                  | Pos     |
| 21      | Christopher Froome (GBR) | 38e     |
| 22      | Michał Kwiatkowski (POL) | NP-4    |
| 23      | Mikel Nieve (ESP)        | NP-5    |
| 24      | Alex Peters (GBR)*       | 123e    |
| 25      | Salvatore Puccio (ITA)   | 98e     |
| 26      | Ian Stannard (GBR)       | AB-1    |
| 27      | Ben Swift (GBR)          | 110e    |
| 28      | Geraint Thomas (GBR)     | 51e     |

| BMC Racing BMC | BMC Racing BMC           | BMC Racing BMC |
| -------------- | ------------------------ | -------------- |
| Num            | Coureur                  | Pos            |
| 31             | Richie Porte (AUS)       | NP-2           |
| 32             | Tom Bohli (SUI)*         | 89e            |
| 33             | Brent Bookwalter (USA)   | 35e            |
| 34             | Damiano Caruso (ITA)     | 13e            |
| 35             | Amaël Moinard (FRA)      | 36e            |
| 36             | Tejay van Garderen (USA) | 10e            |
| 37             | Peter Velits (SVK)       | 83e            |
| 38             | Danilo Wyss (SUI)        | 49e            |

| Etixx-Quick Step EQS | Etixx-Quick Step EQS     | Etixx-Quick Step EQS |
| -------------------- | ------------------------ | -------------------- |
| Num                  | Coureur                  | Pos                  |
| 41                   | Marcel Kittel (GER)      | NP-5                 |
| 42                   | Maxime Bouet (FRA)       | 41e                  |
| 43                   | Bob Jungels (LUX)*       | AB-5                 |
| 44                   | Davide Martinelli (ITA)* | 92e                  |
| 45                   | Fabio Sabatini (ITA)     | 119e                 |
| 46                   | Martin Velits (SVK)      | 109e                 |
| 47                   | Carlos Verona (ESP)*     | 18e                  |
| 48                   | Łukasz Wiśniowski (POL)* | 116e                 |

| Movistar # MOV | Movistar # MOV           | Movistar # MOV |
| -------------- | ------------------------ | -------------- |
| Num            | Coureur                  | Pos            |
| 51             | Nairo Quintana (COL)     | 1er            |
| 52             | Andrey Amador (CRC)      | 32e            |
| 53             | Winner Anacona (COL)     | 68e            |
| 54             | Jesús Herrada (ESP)      | 54e            |
| 55             | Gorka Izagirre (ESP)     | 19e            |
| 56             | Ion Izagirre (ESP)       | 3e             |
| 57             | Antonio Pedrero (ESP)*   | 118e           |
| 58             | José Joaquín Rojas (ESP) | 67e            |

| Orica-GreenEDGE OGE | Orica-GreenEDGE OGE    | Orica-GreenEDGE OGE |
| ------------------- | ---------------------- | ------------------- |
| Num                 | Coureur                | Pos                 |
| 61                  | Michael Albasini (SUI) | 60e                 |
| 62                  | Simon Gerrans (AUS)    | NP-2                |
| 63                  | Jack Haig (AUS)*       | 39e                 |
| 64                  | Michael Hepburn (AUS)* | 115e                |
| 65                  | Damien Howson (AUS)*   | 16e                 |
| 66                  | Daryl Impey (RSA)      | 74e                 |
| 67                  | Jens Keukeleire (BEL)  | NP-2                |
| 68                  | Christian Meier (CAN)  | 61e                 |

| FDJ | FDJ                         | FDJ  |
| --- | --------------------------- | ---- |
| Num | Coureur                     | Pos  |
| 71  | Thibaut Pinot (FRA)         | 2e   |
| 72  | William Bonnet (FRA)        | 78e  |
| 73  | Kenny Elissonde (FRA)*      | 80e  |
| 74  | Alexandre Geniez (FRA)      | 40e  |
| 75  | Steve Morabito (SUI)        | 30e  |
| 76  | Sébastien Reichenbach (SUI) | 11e  |
| 77  | Anthony Roux (FRA)          | 111e |
| 78  | Jérémy Roy (FRA)            | 52e  |

| Trek-Segafredo TFS | Trek-Segafredo TFS          | Trek-Segafredo TFS |
| ------------------ | --------------------------- | ------------------ |
| Num                | Coureur                     | Pos                |
| 81                 | Bauke Mollema (NED)         | 9e                 |
| 82                 | Julián Arredondo (COL)      | AB-2               |
| 83                 | Fumiyuki Beppu (JPN)        | AB-4               |
| 84                 | Julien Bernard (FRA)*       | NP-5               |
| 85                 | Jack Bobridge (AUS) (Route) | AB-4               |
| 86                 | Niccolò Bonifazio (ITA)*    | 94e                |
| 87                 | Ryder Hesjedal (CAN)        | AB-4               |
| 88                 | Peter Stetina (USA)         | 46e                |

| Lotto NL-Jumbo TLJ | Lotto NL-Jumbo TLJ        | Lotto NL-Jumbo TLJ |
| ------------------ | ------------------------- | ------------------ |
| Num                | Coureur                   | Pos                |
| 91                 | Wilco Kelderman (NED)*    | 31e                |
| 92                 | Victor Campenaerts (BEL)* | NP-1               |
| 93                 | Moreno Hofland (NED)*     | 90e                |
| 94                 | Martijn Keizer (NED)      | 53e                |
| 95                 | Steven Lammertink (NED)*  | 107e               |
| 96                 | Jos van Emden (NED)       | 87e                |
| 97                 | Dennis van Winden (NED)   | 121e               |
| 98                 | Alexey Vermeulen (USA)*   | 65e                |

| Lotto-Soudal LTS | Lotto-Soudal LTS         | Lotto-Soudal LTS |
| ---------------- | ------------------------ | ---------------- |
| Num              | Coureur                  | Pos              |
| 101              | Maxime Monfort (BEL)     | 24e              |
| 102              | Sander Armée (BEL)       | 71e              |
| 103              | Bart De Clercq (BEL)     | AB-4             |
| 104              | Thomas De Gendt (BEL)    | AB-4             |
| 105              | Tomasz Marczyński (POL)  | 66e              |
| 106              | Rafael Valls (ESP)       | 14e              |
| 107              | Tosh Van der Sande (BEL) | 79e              |
| 108              | Louis Vervaeke (BEL)*    | AB-2             |

| Lampre-Merida LAM | Lampre-Merida LAM     | Lampre-Merida LAM |
| ----------------- | --------------------- | ----------------- |
| Num               | Coureur               | Pos               |
| 111               | Rui Costa (POR)       | 6e                |
| 112               | Matteo Bono (ITA)     | 97e               |
| 113               | Davide Cimolai (ITA)  | AB-4              |
| 114               | Mário Costa (POR)     | 77e               |
| 115               | Tsgabu Grmay (ETH)*   | 55e               |
| 116               | Louis Meintjes (RSA)* | NP-4              |
| 117               | Matej Mohorič (SLO)*  | 62e               |
| 118               | Jan Polanc (SLO)*     | 23e               |

| Cannondale CPT | Cannondale CPT             | Cannondale CPT |
| -------------- | -------------------------- | -------------- |
| Num            | Coureur                    | Pos            |
| 121            | Rigoberto Urán (COL)       | NP-5           |
| 122            | Nathan Brown (USA)*        | 29e            |
| 123            | Joe Dombrowski (USA)*      | 44e            |
| 124            | Davide Formolo (ITA)*      | NP-5           |
| 125            | Moreno Moser (ITA)         | 37e            |
| 126            | Ramūnas Navardauskas (LTU) | 88e            |
| 127            | Pierre Rolland (FRA)       | 15e            |
| 128            | Andrew Talansky (USA)      | 105e           |

| IAM | IAM                     | IAM  |
| --- | ----------------------- | ---- |
| Num | Coureur                 | Pos  |
| 131 | Mathias Frank (SUI)     | 8e   |
| 132 | Jérôme Coppel (FRA)     | 34e  |
| 133 | Dries Devenyns (BEL)    | 86e  |
| 134 | Reto Hollenstein (SUI)  | 56e  |
| 135 | Jarlinson Pantano (COL) | 73e  |
| 136 | Vicente Reynés (ESP)    | AB-5 |
| 137 | Marcel Wyss (SUI)       | 59e  |
| 138 | Oliver Zaugg (SUI)      | 57e  |

| AG2R La Mondiale ALM | AG2R La Mondiale ALM    | AG2R La Mondiale ALM |
| -------------------- | ----------------------- | -------------------- |
| Num                  | Coureur                 | Pos                  |
| 141                  | Romain Bardet (FRA)     | 27e                  |
| 142                  | Jan Bakelants (BEL)     | 43e                  |
| 143                  | Mikaël Cherel (FRA)     | 33e                  |
| 144                  | Samuel Dumoulin (FRA)   | 93e                  |
| 145                  | Ben Gastauer (LUX)      | 50e                  |
| 146                  | Patrick Gretsch (GER)   | 100e                 |
| 147                  | Pierre Latour (FRA)*    | 12e                  |
| 148                  | Christophe Riblon (FRA) | 91e                  |

| Astana AST | Astana AST              | Astana AST |
| ---------- | ----------------------- | ---------- |
| Num        | Coureur                 | Pos        |
| 151        | Luis León Sánchez (ESP) | AB-4       |
| 152        | Miguel Ángel (COL)*     | AB-5       |
| 153        | Alexey Lutsenko (KAZ)*  | AB-1       |
| 154        | Diego Rosa (ITA)        | AB-4       |
| 155        | Gatis Smukulis (LAT)    | 103e       |
| 156        | Paolo Tiralongo (ITA)   | AB-2       |
| 157        | Lieuwe Westra (NED)     | 114e       |
| 158        | Andrey Zeits (KAZ)      | NP-5       |

| Dimension Data DDD | Dimension Data DDD        | Dimension Data DDD |
| ------------------ | ------------------------- | ------------------ |
| Num                | Coureur                   | Pos                |
| 161                | Kanstantsin Siutsou (BLR) | 26e                |
| 162                | Natnael Berhane (ERI)*    | 47e                |
| 163                | Songezo Jim (RSA)         | 124e               |
| 164                | Merhawi Kudus (ERI)*      | 17e                |
| 165                | Cameron Meyer (AUS)       | 117e               |
| 166                | Youcef Reguigui (ALG)     | 122e               |
| 167                | Kristian Sbaragli (ITA)   | 81e                |
| 168                | Jacobus Venter (RSA)      | 99e                |

| Giant-Alpecin TGA | Giant-Alpecin TGA         | Giant-Alpecin TGA |
| ----------------- | ------------------------- | ----------------- |
| Num               | Coureur                   | Pos               |
| 171               | Tom Dumoulin (NED)        | 5e                |
| 172               | Johannes Fröhlinger (GER) | 106e              |
| 173               | Chad Haga (USA)           | 69e               |
| 174               | Ji Cheng (CHN)            | 113e              |
| 175               | Tobias Ludvigsson (SWE)*  | 64e               |
| 176               | Georg Preidler (AUT)      | 45e               |
| 177               | Tom Stamsnijder (NED)     | 104e              |
| 178               | Albert Timmer (NED)       | AB-4              |

| Roth ROT | Roth ROT                   | Roth ROT |
| -------- | -------------------------- | -------- |
| Num      | Coureur                    | Pos      |
| 181      | Martin Kohler (SUI)        | 101e     |
| 182      | Valentin Baillifard (SUI)* | 76e      |
| 183      | Nico Brüngger (SUI)        | 84e      |
| 184      | Matthias Krizek (AUT)      | 108e     |
| 185      | Dylan Page (SUI)*          | 120e     |
| 186      | Andrea Pasqualon (ITA)     | 70e      |
| 187      | Bruno Pires (POR)          | 58e      |
| 188      | Roland Thalmann (SUI)*     | 102e     |

| Wanty-Groupe Gobert WGG | Wanty-Groupe Gobert WGG  | Wanty-Groupe Gobert WGG |
| ----------------------- | ------------------------ | ----------------------- |
| Num                     | Coureur                  | Pos                     |
| 191                     | Enrico Gasparotto (ITA)  | 21e                     |
| 192                     | Gaëtan Bille (BEL)       | 82e                     |
| 193                     | Dimitri Claeys (BEL)     | 96e                     |
| 194                     | Marco Marcato (ITA)      | 72e                     |
| 195                     | Guillaume Martin (FRA)*  | 42e                     |
| 196                     | Mark McNally (GBR)       | AB-2                    |
| 197                     | Marco Minnaard (NED)     | 48e                     |
| 198                     | Frederik Veuchelen (BEL) | 112e                    |